# 白喉红尾鸲
白喉红尾鸲（学名：Phoenicurus schisticeps），是雀形目鹟科的一种鸟类。

## 特征
白喉红尾鸲体重约18.1克，翼长约80.6毫米，嘴峰长约14.3毫米，喙宽度约3.1毫米，喙厚度约3.3毫米，跗蹠长约22.2毫米，尾长约73.6毫米。白喉红尾鸲是部分迁徙的鸟类，其栖息在密集的高大树木组成的森林中，食性为杂食性，主要食物来源是陆生无脊椎动物。

## 分布
尼泊尔至西藏南部和中国中西部；在缅甸越冬。